# Brachinus tenuicollis
Brachinus tenuicollis är en skalbaggsart som beskrevs av Leconte. Brachinus tenuicollis ingår i släktet Brachinus och familjen jordlöpare. Inga underarter finns listade i Catalogue of Life.